# SDコマンド戦記 G-ARMS
SDコマンド戦記 G-ARMS（エスディーコマンドせんき ジーアームズ）は、SDコマンド戦記シリーズの第一作である。

## 概要
『武者ガンダム』、『騎士ガンダム』に続く3つめのSDガンダムオリジナル企画で、ミリタリー色を前面に出しているのが特徴である。『騎士ガンダム』と同様に、SDガンダムのデザインを担当していた横井孝二が『SDV』でデザインしたコマンドガンダムとガンダイバーがきっかけとなり企画された。
登場キャラクターは主に『機動戦士ガンダム』『機動戦士Ζガンダム』『機動戦士ガンダムΖΖ』『機動戦士ガンダム 逆襲のシャア』のモビルスーツ (MS) や兵器がモデルになっている。『武者ガンダム』らと同様、MSは「生命体」として描かれているが、キャラクターのほとんどはベースとなるMSが改造手術によりパワーアップした設定となっている。横井の漫画『元祖! SDガンダム』内で連載されたが、同作品自体ギャグテイストが強いため、かなりコミカルな印象になっている（同作品とは別に、神田正宏版のボンボンKC『SDコマンド戦記』も存在する）。
『ガンダムフォース』、『SUPER G-ARMS』、『グレートパンクラチオン』とシリーズが進むに連れて、『武者ガンダム』や『騎士ガンダム』との関連が設定された。これにより同シリーズは武者・騎士の「遥か未来の世界」という位置づけとなる。

## あらすじ
SDVワールドのマゼラン大陸の防衛軍ガンダムチームはザタリオン正規軍の司令官ブラッディザク1機によって敗北した。だらけきったガンダムチームをふがいないと思ったコマンドガンダムはガンダムチームを鍛えなおし、その中から精鋭G-ARMSを結成する。
成長したG-ARMSメンバーによってザタリオン正規軍とも十分戦えるようになったが、その裏で暗躍するザタリオン軍親衛隊SSやザタリオンの支配者である悪の機械生命体フューラーの介入により、戦闘は更に激化する。

## 登場人物
括弧内はモチーフとなった兵器・キャラクター・人物。
記載されている設定身長等はリアル頭身時のもので、SDの場合は約1/10の人間サイズである(人間キャラと並んでいるシーンもある)。

### G-ARMS

#### G-ARMS筆頭
コマンドガンダム / ヘヴィウェポンコマンドガンダム / Vコマンドガンダム（フルアーマーガンダム / アーノルド・シュワルツェネッガー）
だらけきったガンダムチームの元に突然現れた謎のガンダム。G-ARMSの総指揮官としてガンダム達を鍛え上げていく。（のちにキャプテンに指揮官を譲り総司令官に）
非常に厳しい性格でキャプテンなどG-ARMSメンバーに理不尽な要求ばかりするが、根は優しく部下思いの一面もある。また、猫が大の苦手である。
迷彩カラーのボディに満遍なく武装を装備しており、後に武装強化型であるヘヴィウェポンコマンドガンダム（並の戦士50人分の戦力に相当するという）となった際に武装を合体させたメガバズーカランチャーモードを使用するようになる。
ザタリオンとの戦いがさらに激化し、フューラー復活が近い事を悟ると決着をつけるため、ジェネラルの封印を解き、自分はかつてフューラーと戦っていた宇宙軍大将Vコマンドガンダムだったことをキャプテンらに告げ、元のVコマンドの姿に戻っている。
手持ちの武装だけでなく、支援メカVフォース1やジェネラルガンダムなどあらゆる兵器、メカの扱いに長け、フレームガンダム形態に装着する26種類の装備を持つ。
パーソナルマークは不死身のフェニックス。
右肩部に担いだ4連装ロケットランチャーなど、キャラクター造形に85年に公開されたアクション映画「コマンドー」でアーノルド・シュワルツェネッガーが主演したメイトリックス元大佐の影響が見られる。
レジェンドBBにおいて、横井本人の手により補完設定が施され、ヘヴィウェポン装備ではなくとも通常装備をメガバズーカランチャー同様のメガランチャーモードへと装備合体が行えるように再設定されている。ブラッディザクこと当時のドズルザクがコマンドガンダムをつけ狙うようになった原因も、それによる一斉砲撃でこてんぱんにされてしまったことに起因する。
もともとは『G-ARMS』以前に『SDV』で設定された。当初は「Cガンダム」とも表記され、装甲材質はガンダリウムγとされていた。
元祖SDガンダム No.23 No.52 No.83 / BB戦士No.59 No.84 No.375
ジェネラルガンダム / 戦艦ジェネラル
フューラーと対抗するために建設された連邦宇宙軍最強旗艦。普段は戦艦形態だが、トランスフォーメーションによってジェネラルガンダム形態に変形後、巨大化したVコマンドガンダム自らが搭乗し戦う。
その巨大な姿、ジェネラルガンダム形態時すべての火器を前方に集中させて放つギャラクシーギガクロスファイヤー、戦艦形態の主砲ビッグバンバスターなどSDガンダムを通して最大最強のガンダムと言っても過言ではない。
SDコマンド戦記III SUPER G-ARMSにおいてはSUPER G-ARMS艦隊旗艦を務める。
元祖SDガンダム No.85
キャプテンガンダム（ガンダム / フルアーマーガンダム / パーフェクトガンダム）
G-ARMSの戦闘指揮官。大尉。SDコマンド戦記全体を通しての実質的な主人公でもある。コマンドガンダムの危機を救った功績によってRX-78ガンダムがパワーアップしG-ARMS01号として任命される。コマンドガンダムの言う事をよく聞く優等生であり、戦闘能力も他のメンバーよりも秀でている。射撃の腕はチーム一。
ザタリオン親衛隊の奇襲からG-ARMS基地を守るために特攻。爆発に巻き込まれ死亡したと思われていたが、爆発の際に基地の地下通路に落下して一命を取りとめ、そこでガンアーマーを発見して奇跡の生還を果たす。元仲間だったマスクコマンダー（ガンダムMk-II）とライバル関係になり最終決戦で死闘を繰り広げる。必殺技は陸戦型高機動形態ガンビーグルに変形して敵に高速で体当たりする『獅子の牙』。
パーソナルマークは百獣の王者、獅子。
元祖SDガンダム N0.50 N0.72/BB戦士 No.68
ガンアーマー
キャプテンガンダム用に開発されていた支援兵器。キャプテンを格納した重戦闘爆撃機ガンアーマー、強力移動トーチカ・ガンブラスターの他、単独で強襲戦闘機ガンファイター、重戦闘ロボット・ガンローダーに変形する。
ガンアーマー形態での必殺技は『ハイパー獅子の牙』。

#### 諜報部隊
コマンドガンダムの古くからの部下達で構成されたエリート部隊。それぞれ名前の色に対応したベレー帽型のレドームを装備している。ちなみに諜報部隊の階級は全員中尉。
グリーンベレーガンダム
G-ARMSメンバーに直属の上司コマンドガンダムより入った指令などを伝える陸戦参謀。サル型の情報収集およびトモダチメカSALがいつもそばにいる。陸の戦いが多い都合上彼が他の2人よりも出番が多い。「シャドウフレア作戦」を伝達、共に参加したのも彼である。パーソナルマークは豹。
元祖SDガンダム No.62
ブラックベレーガンダム
G-ARMS空戦参謀。イヌ型のメカINUを引き連れている。パーソナルマークは蝙蝠。
元祖SDガンダム No.102（レッドベレーガンダムとコンバーチブルキット）
レッドベレーガンダム
G-ARMS海戦参謀。キジ型のメカKJIを引き連れている。パーソナルマークは鮫。
元祖SDガンダム No.102（ブラックベレーガンダムとコンバーチブルキット）

#### 陸戦部隊
ガンパンツァーΖΖ(フルアーマーΖΖガンダム（B型）/ガンヘッド）
G-ARMSの陸戦部隊隊長。中尉（後に大尉）。強化改造されたキャプテンガンダム、ガンセイヴァーΖに続いて自ら強化を志願しG-ARMS04号として任命される。敵が多数の場合、重装機甲形態の重戦車モードに変形。パーソナルマークは陸の勇者、虎。
怪力自慢で銃火器の扱いに通じているが、傲慢、過激、早トチリな猪突猛進タイプでカッとなると指令や作戦を無視して全身の重火器をところかまわずぶっ放す癖がある。口も悪いがセイバーと一緒にガンダイバーを海戦部隊リーダーに推薦するなど仲間への信頼関係は厚い（特にΖと競い合い仲がよい）。
ガンパンツァー（戦車）と聞いて彼は「なんで自分がパンツなんだ！」とガンキャノンに激怒したネタがあり、愛称「パンツ」として有名。ΖΖタイプの宿命か、人気はあまりない。
元祖SDガンダム No.54
ヘヴィウェポンガンパンツァー
ガンタンクの手により火力、装甲を強化したパワーアップパーツを装備し、白を基調としたカラーに変更。ただでさえ重いのにさらに装備が増加し、ちょっとうざったい気分を味わっている。
未モデル化。塗装と元祖SDガンダムNo.61 FA・ΖΖガンダムのパーツを用いて再現可能。
ガンタンク
陸戦部隊兼兵器開発部門担当。少尉。視力が悪く、強力な大砲もほとんど無駄になっている。戦車とMSに分離。
G-ARMSのメンバーの改造手術も得意で、手術の際に不気味な笑みを浮かべるところからマッドなところがある。ちなみに手術は荒っぽくコマンドの治療やキャプテンの改造手術の時には手術室から絶叫が響いた。
ガンキャノン
陸戦部隊少尉。キャノンなど自分の武器類を大型バズーカに合体させて片手に持ち、ガンタンクとのコンビで戦う。性格はボケ。
ヘビーガンダム
陸戦部隊少尉。百式とコンビを組む渋い男。サングラスを手放さない射撃の達人。単独行動が多く、なんとなく部隊から孤立してしまった。

#### 空戦部隊
ガンセイヴァーΖ（Ζガンダム)
G-ARMSの空戦部隊隊長。中尉（後に大尉）。Ζガンダム時代に変形すると頭を落とす弱点（Ζガンダムの変形機構上、SD体型でWRになると頭を収納するスペースがなく、取り外ししなければ変形できない）を克服しようと強化を志願し頭をそのままで変形できるようになったガンセイヴァーΖにパワーアップ。G - ARMS03号に任命される。高速強襲型飛行形態ジェットモード、更に超音速戦闘形態マッハセイヴァーへと変形する。必殺技は『天空の剣』。パーソナルマークは天に昇る飛竜。
プライドが高く卑怯な戦法が嫌いでいつもキザに決めているが、空戦部隊としては致命的な着地下手の弱点もある。同じ部隊のガンイーグルνにいつも付きまとわれうざったいと感じるが、弱点の着地下手をフォローされたりするなど信頼関係は厚い。
新SD戦国伝 伝説の大将軍編において、異世界の天宮（SD戦国伝の世界。本作品の舞台の過去という解釈もある）に召喚され武者頑星刃（ムシャガンセイバー）としてスピンオフ登場を果たしている。本作品の展開時より後に加わった設定なので、本作品内ではその事については特に触れられていない。
元祖SDガンダム No.51 / BB戦士 No.70
ヘヴィウェポンガンセイヴァー
人一倍プライドが高いので、パワーアップを遂げて得意げなガンダイバーやガンイーグルに負けじとガンタンクに頼み込んでパワーアップパーツを作ってもらった。白とグレーを基調としたカラーに。
未モデル化。塗装とリアルガンダムのコア・ブースターのブースター、BB戦士ガンセイヴァーZのミサイルポッドで再現は可能。
ガンイーグルν（νガンダム）
G-ARMSの空戦部隊サブリーダー。中尉（後に大尉）。ガンセイヴァーΖにあこがれ空戦部隊に入隊させてくれと懇願するが飛べないことが理由で拒否される。その際にダダをこねて強化手術を受け飛行可能のガンイーグルνにパワーアップし晴れてG-ARMS05号の空戦部隊サブリーダーに任命される。バックパックは分離して支援メカ「イーグル・アタッカー」となる。高高度格闘戦形態ジェットモードに変形。必殺技は『大鷲の爪』。パーソナルマークは空の帝王、鷲。
いつもガンセイヴァーにつきまとい、邪険に扱われてもめげずに彼のそばにいる純粋だけどワガママな性格。ドッグファイトにかけては天才的な腕を持ち、充実した爆装により火力はガンセイヴァーをも凌ぐ。
意外にも変装の名人で「シャドウフレア作戦」では敵の大将ブラッディザクに変装し、人質のガンクルーザーを救出するのに一役買っている。
フィンファンネルを航空機の主翼に見立てることでνガンダムを空戦担当にアレンジしている。
元祖SDガンダム No.57
スーパーガンイーグル
再度強化手術を受けてパワーアップ。赤い装甲を紫に一新した。バックパックを換装しイーグル・アタッカー改めイーグルヴァイパーに。肩部に装備したインパルスブースターは先端に高周波ブレードを備える。ストライクイーグルモードに変形。
元祖SDガンダム No.79
百式
少尉。全身金メッキのオシャレ者だが成金趣味との影の声も。メガバズーカランチャーと合体し重爆撃機形態に変形。ヘビーガンダムとコンビを組む。
ジェガン
少尉。ひたすら物静か。趣味はボ～ッとしていること。飛行形態に変形。
リ・ガズィ
少尉。ガンセイヴァーを一方的にライバル視している。ウェポンブースターを装着して戦闘力を高める。

#### 海戦部隊
ガンダイバー（ガンダムMk-II / マリン・ハイザック）
G-ARMSの海戦部隊隊長。中尉（後に大尉）。コマンダーズゴックの部隊を退けた功績からG-ARMS02号に任命される。高速水中移動形態サブマリンモードに変形。必殺技は『海流波ハイドロポリス』。パーソナルマークは自由に海を泳ぐイルカ。
最初は泳げず泣き虫で臆病な性格であったが、コマンドガンダムの猛特訓と彼の負傷に奮起し弱点を克服、立派に戦った。地上では控えめな性格だが、ひとたび水中に入るとやたら攻撃的になる。隊長になってからも海での戦いでは大活躍しているが、逆に陸上の戦いはめっぽう苦手。隊員が他にいなかった海戦部隊にサイコ兄妹を誘った事もある。
もともとは『G-ARMS』以前に『SDV』で設定された。そのため、本作でG-ARMSの主要メンバーの中では唯一もとからガンダイバーの姿である。当初はガンダムMk-IIをベースに、ザク・マリナーなどの水陸両用MSのデータをもとに開発されたとの設定があった。
元祖SDガンダム No.48
スーパーガンダイバー
再度強化手術を受けてパワーアップ。白い部位が増えた。アクアユニットを単独行動も可能な大型のサブインターセプターに換装し、飛行も可能に。クルーズモードに変形。新必殺技『ポセイドントルネード』を会得した。
元祖SDガンダム No.78
ガンクルーザーMk-I（サイコガンダム)
G-ARMSの海戦部隊サブリーダーの1人。中尉。ガンダイバーに誘われ広い海が気に入り、海戦部隊に入るため強化手術を受けパワーアップ。G-ARMS06号に任命される。重砲電撃戦形態バトルシップモードに変形してクルーザーキャノンで敵を粉砕する。パーソナルマークは獰猛なシャチ。
圧倒的火力とパワーがあるが、ふだんはおだやかでのんびり屋であるため、戦闘の役にたったことはあまりない。敵襲があっても気づかず人質にされる、ガンパンツァーにバカにされ理解して激怒するまで時間がかかるネタなど筋金入りである。妹を大変可愛がっており彼女を馬鹿にするとやはり激怒する。
元祖SDガンダム No.64
ガンイージスMk-II（サイコガンダムMk-II)
G-ARMSの海戦部隊サブリーダーの1人。中尉。ガンクルーザーとは兄妹で部隊では紅一点。ガンクルーザーと一緒に海戦部隊に入隊し一緒に強化手術を受けG-ARMS07号に任命される。ミサイル巡洋艦モードに変形。パーソナルマークは海の覇者、鯨。
極度の恥ずかしがりやでちょっとのことで赤面して全身に装備した無数のミサイルをところ構わず発射する。彼女もクルーザーと一緒で、絶大な攻撃力を持つものの戦闘であまり役に立ったことは無い。
ディジェ
少尉。両足に魚雷、両肩に4連装サブロックを装備する。対潜・対艦攻撃能力は極めて高い。
メタス
少尉。ホバークラフトタイプ。体が弱く風邪をよくひき鼻タレが多い。
ネモ
少尉。両肩に爆雷を装備する。機動力は随一であり、海の韋駄天と言われるほど。お調子者で時折ポカをやらかす。

#### ジム・コマンドチーム
三つ子の兄弟。武装していないときの識別は不可能なほどにウリ3つ。少尉。各部隊の後方支援を担当する。モチーフはジム・コマンド。
空戦担当ジム・ヘリコマンド、陸戦担当ジム・アーミー、海戦担当ジム・マリナー。

#### 雑用係
はぐれガンダム
特徴的な非常に悪い目つきをしている根暗なガンダム。他のガンダム達から相手にされず仲間外れになっていて、日々その復讐を目論んでいるが、実際の行動は落書きなどの低レベルな物がほとんど。

### ザタリオン帝国

#### 最高指導者
フューラーザタリオン
帝国総統。遥か昔より宇宙征服を企み暗躍する、悪の機械生命体。
数百年前にVコマンドガンダムと激しい戦いの際に惑星上空で激突しマゼラン大陸に墜落。その次元断層の影響で長い間封印状態になる。ザタリオン軍のザウエルRジャジャなどを手駒に使い復活の時を地中で待っていた。フューラーザタリオンとして復活後はVコマンドと決着をつけるべくマゼラン大陸にて死闘を繰り広げる。G - ARMSメンバーと最強旗艦ジェネラル、ブラッディザクの攻撃によって仕留めたと思われたが、フューラー本体は宇宙に逃げ出してしまう。
宇宙空間航行用形態デストロイド・アグレッサーに変形が可能。
マゼラン大陸に墜落する前は、スダ・ドアカワールドにコマンドと共に飛ばされ、「総統の尾」を率いて暗躍していた事が『新約SDガンダム外伝 騎士王物語』で判明する。
SD武者頑駄無のSD戦国伝 武者七人衆編に登場する闇皇帝に似ている。
元祖SDガンダム No.81

#### 正規軍
ブラッディザク（ドズル専用ザク）
ザタリオン正規軍総司令官メガコマンダー。マゼラン大陸侵略のために派遣される。
昔コマンドガンダムに虐められていたため、復讐として執拗につけまわす。当初はただの悪役だったが、コマンドとの激しい戦いの中で友情が芽生える。仲間さえ捨て駒にしようとしたフューラーやザウエルRジャジャなどに反旗を翻し、共にVコマンドガンダムとフューラーザタリオンを破壊するために共闘する漢気あふれる人物。最終決戦を前にパワードブラッディザクとして強化した。パーソナルマークは不気味な髑髏。
レジェンドBBにおいて、ドズルザク時代にコマンドガンダムのメガランチャーにより撃退されており、それに復讐するためにシュワルツザク(ブラッディザク時と同一装備の装甲色が緑色の装備)となって、ガンダムたちに対して攻撃を開始している。これが起因となって、後にふぬけたガンダムチームを倒すというG-ARMSの序盤の展開につながっていく。
元祖SDガンダム No.47

##### 陸軍
コマンダーケンプファー
陸軍将軍。ブラッディに心酔し、ガンパンツァーをライバル視している。態度がでかく、ハッタリが得意。頭部に大型ガトリング砲を隠し持つ。
ブラッディがフューラーに反旗を翻した際、正規軍三軍の内ケンプファー以下陸軍だけがブラッディに従った。
ザクII
武装は地味ながら、軽さと機動力を身上としている。ブースターパック装備によりパラシュート降下作戦にも対応。
ガザD
常に最前線に立ち、自ら砲台に変形して突破口を切り開く、捨て身の戦いぶりが高く評価されている。
ドム(リック・ドムII)
強力な武装とパワーを誇る。ジャイアントバズーカは彼にしか扱えない。

##### 空軍
コマンダーバウ
上半身を戦闘機、下半身を移動砲台に出来る空軍将軍。ガンセイヴァーをライバル視している。
メッサー・ドーガ（ヤクト・ドーガ)
高出力のジェットエンジンによりドッグファイトに優れる。ガンイーグルをライバル視しており、彼の行動には常にチェックを入れている。
ガブスレイ
頭部に装備したCCVベーンにより運動性能は極めて高い。空を飛べない者をバカにしている。
シュツルム・ディアス
大型ランダムバインダーによる高速飛行が得意。バインダーは単独でも偵察に使用できる。

##### 海軍
コマンダーズゴック
海軍将軍。腹部に大砲を装備する。目つきの悪さは天下一品であり、しばしば自分はカッコ良くないのではと悩む。ガンダイバーをライバル視している。
ハイゴッグ
水中での格闘戦に優れている。バックパックユニットはリモートコントロール可能。
ザク・マリナー
水中作戦での行動はザタリオン軍一素早い。肩のハイドロジェットを脚に装着することで水上戦にも対応。
ガ・ゾウム
とんでもなく深い所まで潜ることができる。潜りすぎて性格もふやけつつある。

#### 親衛隊"SS"
ザウエルRジャジャ（R・ジャジャ)
フューラーを崇拝し、復活させるために活動する親衛隊隊長メガコマンダー。冷静沈着であまり感情を表には出さないが、実は残忍で狡猾な性格。
ブラッディザクと仲が悪く、フューラーが巻き起こした磁器嵐の攻撃の際にG-ARMSメンバーもろとも彼率いる正規軍を殺害しようとするなど目的の為なら味方も平然と犠牲にする。最後はフューラー復活の際のエネルギーのため捕食され絶命するという壮絶な最期を遂げたと思われたが……。
なおフューラーと合体した状態（フューラーＲジャジャ）は玩具でも再現可能。
元祖SDガンダム No.67
ザウエル以下親衛隊員は全員武器をシールドやバインダーなどの裏に隠している。なお、全員女性である。
キュベレイ
親衛隊員。
クィン・マンサ
親衛隊員。
ギラ・ドーガ（レズン専用ギラ・ドーガ）
ザウエルの側近。

#### ティターンズ
マスクコマンダー（ガンダムMk-II）
ザタリオンの追加メンバーのマスクをつけたガンダム。大陸間弾道弾ICBMハンブラビ(ハンブラビ)を装備する。
影武者ににせガンダム、にせガンダムMk-IIがいる。
Mk-IIはコマンドガンダムのしごきに嫌気が差してガンダムチームを抜け出し、にせガンダムMk-IIに誘われザタリオンに入隊した。そのためガンダムチーム時代にいい子ぶっていたキャプテンガンダムを嫌っている。敵として再会した時にフューラーの命令もあり彼を殺そうとするが、逆に敗北。にせガンダムを身代わりにして逃走している（にせガンダムは黒コゲになっただけで死亡はしていない）。『元祖!SDガンダム』では、彼とにせMk-II、ハンブラビを合わせて「謎の三人組『ティターンズ』」と紹介されている。
後のSDコマンド戦記III SUPER G-ARMSではザタリオンの首領とまでなっている。
元祖SDガンダム No.69

#### 開発部門
Pro.ゲゼ & Dr.キャトル
ザクレロ顔の爆弾ザコボンバーなどの役に立たない兵器を作る科学者たち。役に立たない助手ゾックがいる。

#### その他
グフ重装型
ブラッディザクの旧友。ダカール基地占領作戦を指揮したがグリーンベレーガンダムらに敗れる。
にせガンダムズゴック
またの名をにせΖガンダム。にせガンダムたちの友達。

## ゲーム
- SDコマンドガンダム G-ARMS オペレーションガンダム (GB)